# Pleurothallis acutilabia
Pleurothallis acutilabia är en orkidéart som beskrevs av Carlyle August Luer. Pleurothallis acutilabia ingår i släktet Pleurothallis och familjen orkidéer. Inga underarter finns listade i Catalogue of Life.